# Dick Beek
Dick Beek (Rotterdam, 20 september 1946) is een voormalig Nederlands profvoetballer. Hij kwam in Nederland uit voor Excelsior, Telstar, Go Ahead Eagles, FC Den Bosch, FC Vlaardingen en Haarlem en voor de Belgische clubs KRC Harelbeke en Germinal Ekeren. 

## Loopbaan

### Beginjaren
Hij begon met voetbal in de jeugdafdeling van GLZ Delfshaven in Rotterdam. Als zestienjarige vertrok hij naar Excelsior waar hij een seizoen in de jeugd en een jaar later in het tweede elftal speelde. 
Hij debuteerde op 17 januari 1965 in het eerste elftal van Excelsior in de thuiswedstrijd tegen Volendam (2-4) in de Eerste divisie. Hij viel in voor de geblesseerde topschutter Toon Meerman.
In de week daarvoor tekende hij een jeugdcontract. In zijn eerste jaar, waarin Excelsior degradeerde, kwam hij tot drie optredens in de hoofdmacht. Hij kreeg in het seizoen 1965/66 een vaste plek in de Rotterdamse voorhoede. In de extreem lange competitie 1966/67 werd hij clubtopscorer met 23 treffers in 43 duels.

### Telstar
Hij zocht het in 1968 hogerop met de overgang naar Telstar dat twee niveaus hoger speelde. Bij de competitiestart op 18 augustus maakte hij zijn debuut in de Eredivisie in de met 2-0 verloren uitwedstrijd tegen PSV. In zijn eerste seizoen bleef hij op vier doelpunten steken. Een jaar later werd hij met elf goals clubtopscorer. Beek was populair bij het thuispubliek en verwierf de bijnamen Blonde pijl en Witte tornado.

### Go Ahead
Na afloop van het seizoen 1969/70 liet Beek zich op de transferlijst zetten. Meerdere clubs toonden interesse in de Telstar-aanvaller. Hij koos voor Go Ahead dat ook Ruud Geels van Feyenoord aantrok. De Deventer voorhoede bestond verder uit Oeki Hoekema, Bert van Marwijk en Lambert Verdonk. Beek begon in de basis maar kon zijn draai niet goed vinden. Omdat zijn speltype (‘rommelen in de spits’) niet paste in het technische voetbal dat trainer Barry Hughes voor ogen had. Hij scoorde slechts eenmaal en verdween na de winterstop uit het elftal. Beek, die in Deventer een driejarig contract had getekend, wilde na een seizoen alweer weg. Omdat een transfer niet rondkwam, bleef hij bij Go Ahead. Hij werd in het najaar van 1971 zeven keer ingezet waarvan viermaal als invaller. 

### FC Den Bosch
In de winterse transferperiode kon hij Go Ahead na anderhalf jaar verlaten. Hij kwam half december 1971 rond met FC Den Bosch dat als laagvlieger in de Eredivisie op zoek was naar aanvallende versterking. Hij debuteerde op 19 december met een doelpunt in de met 2-3 verloren thuiswedstrijd tegen FC Den Haag. Beek scoorde in dat halve seizoen vijfmaal en FC Den Bosch wist degradatie te ontlopen. Een jaar later eindigde de club als laatste en moest terug naar de Eerste divisie. Na tweeënhalf jaar verliet hij FC Den Bosch.

### Harelbeke
Beek ging in op een lucratieve aanbieding van KRC Harelbeke dat uitkwam in de Vierde klasse, het laagste profniveau in België. De club had Nederlands oud-international Nico Rijnders als trainer aangetrokken. Rijnders moest na een halfjaar vanwege hartklachten stoppen. Beek keerde na twee jaar bij Harelbeke terug naar Nederland. 

### FC Vlaardingen
Door bemiddeling van trainer Theo Laseroms tekende hij in 1976 een contract bij FC Vlaardingen.
Hij begon als aanvaller maar verhuisde in zijn tweede jaar naar het middenveld. Hij zette bij FC Vlaardingen zijn eerste stappen op het trainerspad en nam het C-elftal onder zijn hoede. Beek ging ook wonen in de stad en kreeg een baan als stratenmaker bij de gemeente Vlaardingen.
In april 1978 werd hij voor een week geschorst. Trainer Laseroms stuurde hem weg van de training omdat hij een medespeler te hard had aangepakt.

### Laatste jaren
In het seizoen 1978/79 kreeg Beek bij Haarlem de kans weer in de Eredivisie te voetballen. Hij kwam dat seizoen tot zestien wedstrijden. Daarna keerde hij terug naar België om als speler-trainer aan de slag te gaan bij Germinal Ekeren.
De club werd in zijn eerste jaar kampioen in de Tweede Provinciaal en promoveerde. Germinal Ekeren pakte in het volgende seizoen weer de titel en promoveerde naar het nationale niveau, de Vierde klasse. Beek stopte na twee jaar als speler en was in het seizoen 1981/82 alleen nog trainer. Medio 1982 vertrok hij bij de Belgische club.
Na zijn terugkeer uit België, waar hij als ongediplomeerd trainer mocht werken, ging hij de trainersopleiding volgen. Beek ging aan de slag als trainer van amateurclubs in de regio Rijnmond. Hij was twaalf jaar werkzaam, verdeeld over twee periodes, bij de Rotterdamse vereniging Germinal.

## Clubstatistieken
| Seizoen   | Club                               | Land                               | Competitie                         | Competitie                         | Competitie                         | Beker                              | Beker                              | Internationaal                     | Internationaal                     | Overig                             | Overig                             | Totaal                             | Totaal                             |
| Seizoen   | Club                               | Land                               | Competitie                         | Wed.                               | Dlp.                               | Wed.                               | Dlp.                               | Wed.                               | Dlp.                               | Wed.                               | Dlp.                               | Wed.                               | Dlp.                               |
| --------- | ---------------------------------- | ---------------------------------- | ---------------------------------- | ---------------------------------- | ---------------------------------- | ---------------------------------- | ---------------------------------- | ---------------------------------- | ---------------------------------- | ---------------------------------- | ---------------------------------- | ---------------------------------- | ---------------------------------- |
| 1964/65   | Excelsior                          | Nederland                          | Eerste divisie                     | 3                                  | 0                                  | 0                                  | 0                                  | –                                  | –                                  | –                                  | –                                  | 3                                  | 0                                  |
| 1965/66   | Excelsior                          | Nederland                          | Tweede divisie B                   | 17                                 | 6                                  | 2                                  | 0                                  | –                                  | –                                  | –                                  | –                                  | 19                                 | 6                                  |
| 1966/67   | Excelsior                          | Nederland                          | Tweede divisie                     | 43                                 | 23                                 | –                                  | –                                  | –                                  | –                                  | –                                  | –                                  | 43                                 | 23                                 |
| 1967/68   | Excelsior                          | Nederland                          | Tweede divisie                     | 34                                 | 10                                 | 5                                  | 2                                  | –                                  | –                                  | –                                  | –                                  | 39                                 | 12                                 |
| 1968/69   | Telstar                            | Nederland                          | Eredivisie                         | 18                                 | 4                                  | 1                                  | 0                                  | –                                  | –                                  | –                                  | –                                  | 19                                 | 4                                  |
| 1969/70   | Telstar                            | Nederland                          | Eredivisie                         | 31                                 | 11                                 | 3                                  | 5                                  | –                                  | –                                  | –                                  | –                                  | 34                                 | 16                                 |
| 1970/71   | Go Ahead                           | Nederland                          | Eredivisie                         | 17                                 | 1                                  | 2                                  | 3                                  | –                                  | –                                  | –                                  | –                                  | 19                                 | 4                                  |
| 1971/72   | Go Ahead Eagles                    | Nederland                          | Eredivisie                         | 7                                  | 0                                  | 0                                  | 0                                  | –                                  | –                                  | –                                  | –                                  | 7                                  | 0                                  |
| 1971/72   | FC Den Bosch                       | Nederland                          | Eredivisie                         | 18                                 | 5                                  | 1                                  | 0                                  | –                                  | –                                  | –                                  | –                                  | 19                                 | 5                                  |
| 1972/73   | FC Den Bosch                       | Nederland                          | Eredivisie                         | 31                                 | 5                                  | 1                                  | 0                                  | –                                  | –                                  | –                                  | –                                  | 32                                 | 5                                  |
| 1973/74   | FC Den Bosch                       | Nederland                          | Eerste divisie                     | 31                                 | 6                                  | 4                                  | 1                                  | –                                  | –                                  | –                                  | –                                  | 35'                                | 7                                  |
| 1974–1976 | KRC Harelbeke Vierde klasse België | KRC Harelbeke Vierde klasse België | KRC Harelbeke Vierde klasse België | KRC Harelbeke Vierde klasse België | KRC Harelbeke Vierde klasse België | KRC Harelbeke Vierde klasse België | KRC Harelbeke Vierde klasse België | KRC Harelbeke Vierde klasse België | KRC Harelbeke Vierde klasse België | KRC Harelbeke Vierde klasse België | KRC Harelbeke Vierde klasse België | KRC Harelbeke Vierde klasse België | KRC Harelbeke Vierde klasse België |
| 1976/77   | FC Vlaardingen                     | Nederland                          | Eerste divisie                     | 28                                 | 4                                  | –                                  | 0                                  | –                                  | –                                  | –                                  | –                                  | 28                                 | 4                                  |
| 1977/78   | FC Vlaardingen                     | Nederland                          | Eerste divisie                     | 32                                 | 3                                  | 2                                  | 0                                  | –                                  | –                                  | –                                  | –                                  | 34                                 | 3                                  |
| 1978/79   | Haarlem                            | Nederland                          | Eredivisie                         | 16                                 | 2                                  | –                                  | 0                                  | –                                  | –                                  | –                                  | –                                  | 16                                 | 2                                  |
| Totaal    | Totaal                             | Totaal                             | Totaal                             | 326                                | 80                                 | 21                                 | 11                                 | 0                                  | 0                                  | 0                                  | 0                                  | 347                                | 91                                 |